# Phrurolithus hamdeokensis
Phrurolithus hamdeokensis är en spindelart som beskrevs av Seo 1988. Phrurolithus hamdeokensis ingår i släktet Phrurolithus och familjen flinkspindlar. Inga underarter finns listade i Catalogue of Life.